# Feuerstein von Feuersteinsberg

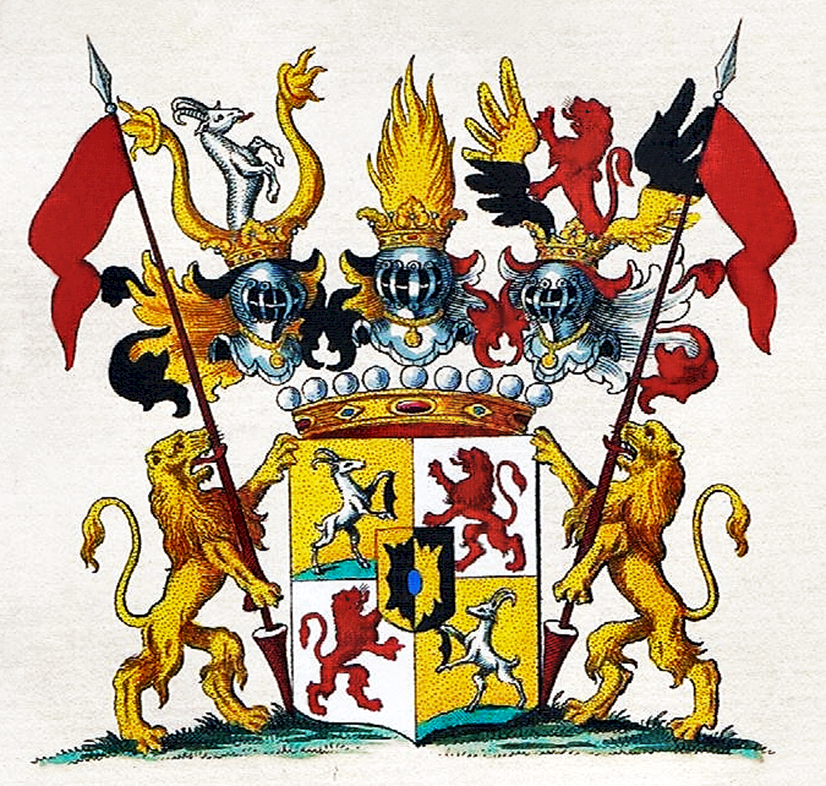
Wappen der Grafen Feuerstein von Feuersteinsberg 1793

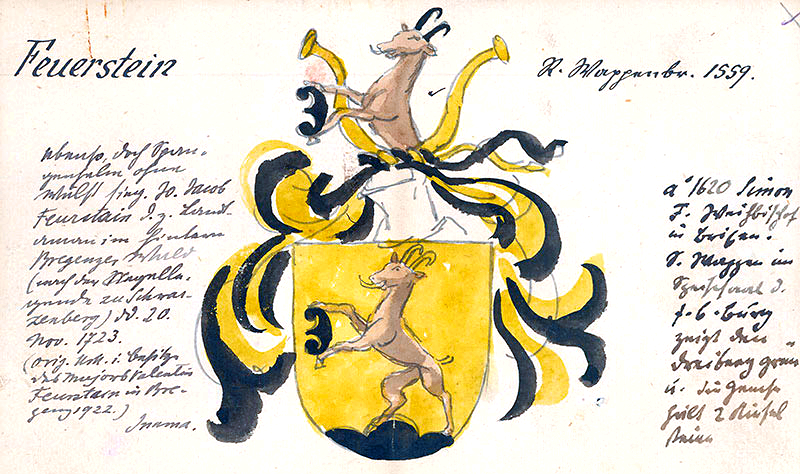
Stammwappen derer von Feuerstein 1559, Tiroler Wappenkartei

Die Grafen Feuerstein von Feuersteinsberg waren ein sehr altes Vorarlberger, ursprünglich aus Bregenz stammendes, österreichisches Adelsgeschlecht, das in Böhmen Güter erwarb und dort ansässig wurde.

## Geschichte

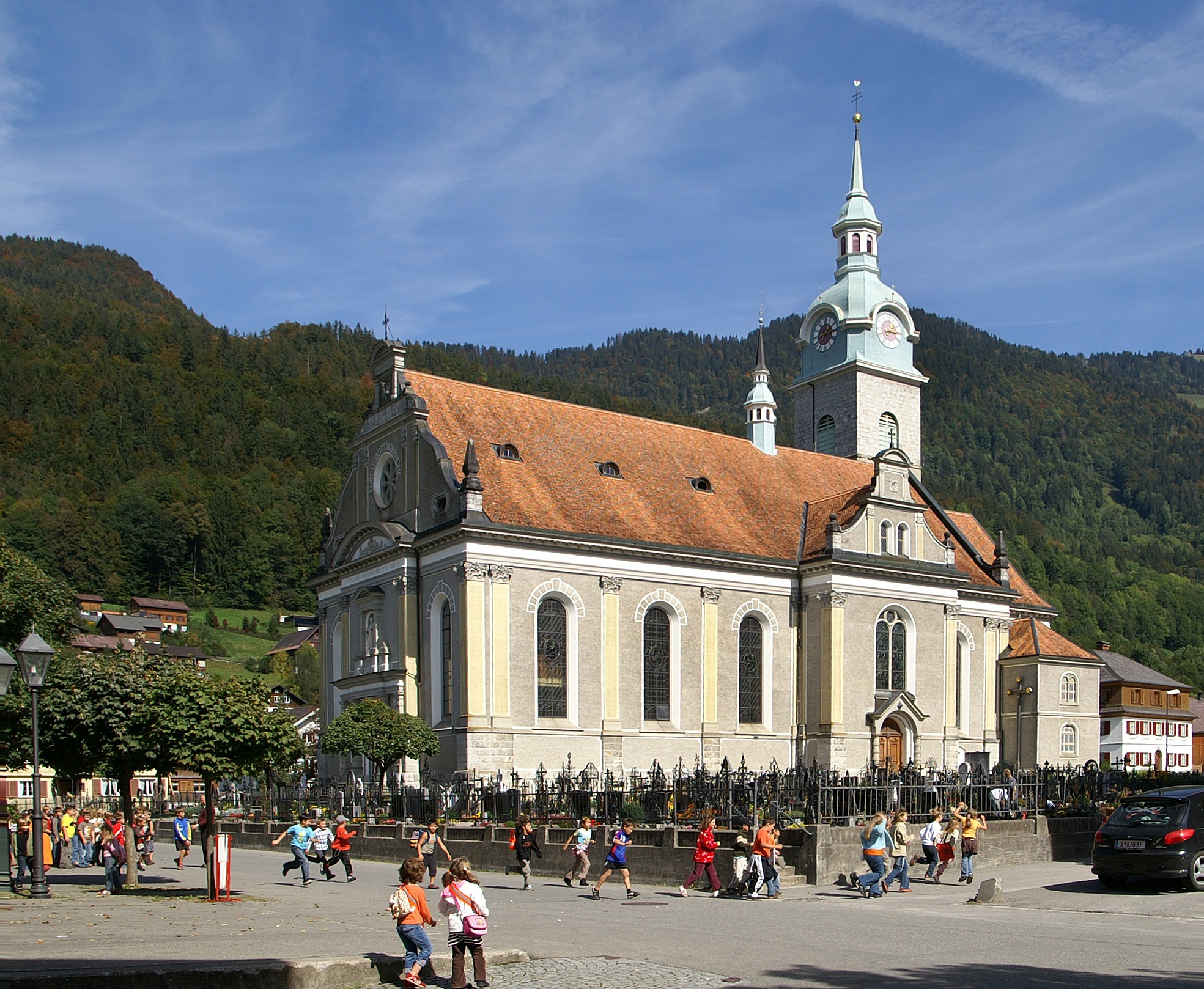
St. Jodok in Bezau

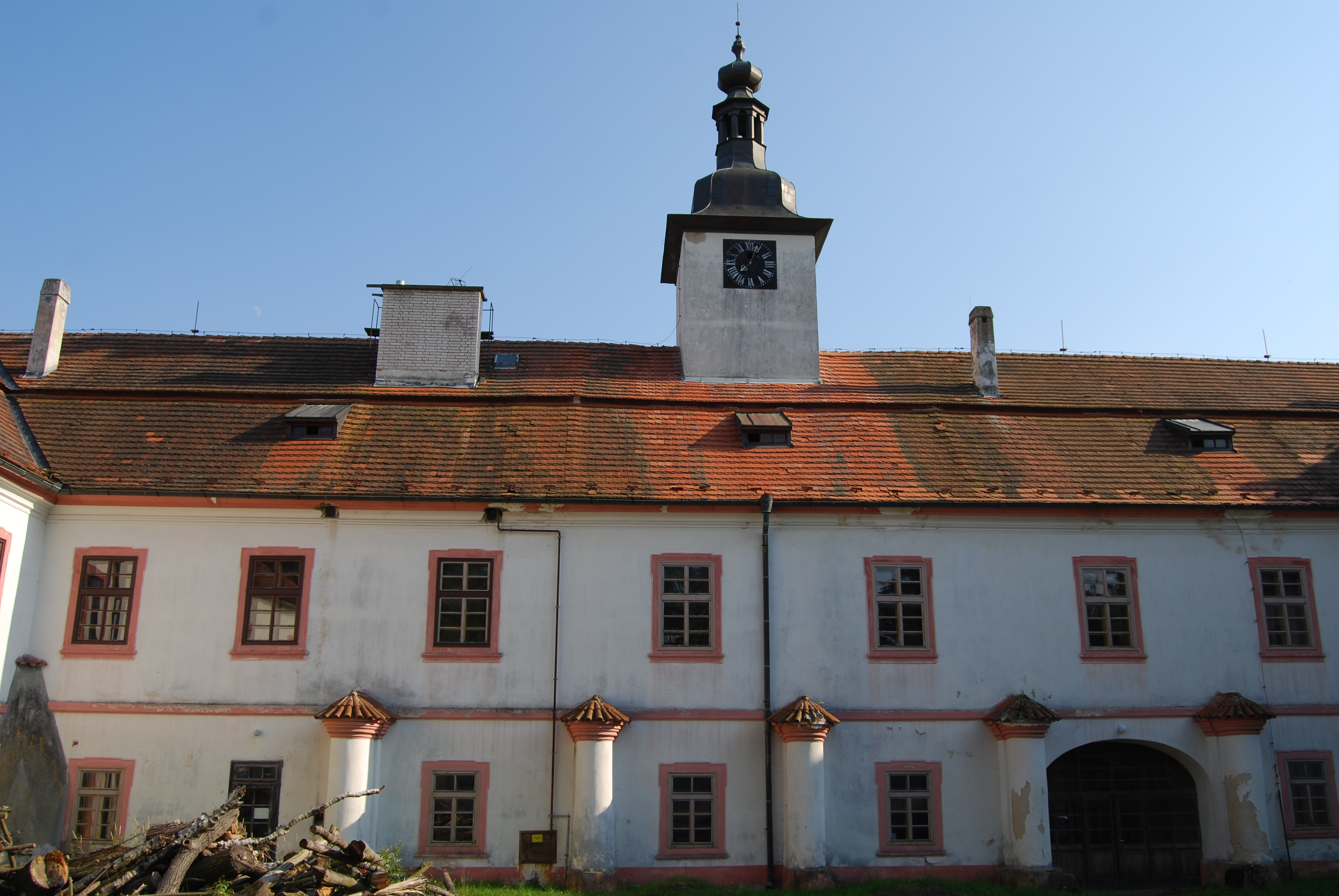
Schloss Nadějkau

August Querfurt: Schlacht bei Kollin (Heeresgeschichtliches Museum Wien)

Zu den ältesten und angesehensten Namen des Bregenzerwaldes gehörte jener der Familie Feuerstein. Die fortlaufende Reihe der Landammänner begann dieses einst mit besonderen Rechten und Freiheiten ausgestatteten Tales, die nach germanischer Sitte im Freien, auf der umwaldeten Höhe der Bezegg vom Volke gewählt wurden, mit Wilhelm von Fröwis im Jahre 1400, der seinem Amte bis 1410 vorstand. Dessen dritter Nachfolger war Johann I. Feuerstein von Schnepfau, vom Jahre 1434–1445, sodann 1446–1451 und endlich bis 1462; Heinrich Feuerstein von Bezau von 1461 und wieder 1471–1478; Johann II. Feuerstein von Schnepfau im Jahre 1500 sowie 1508–1511; Jacob I. Feuerstein von Andelsbuch († 1543) von 1506–1508, 1518–1529 und von 1535–1539. Am 19. April 1524 soll Kaiser Karl V. diesem zu Nürnberg einen Wappenbrief gegeben haben. An der Inschrift auf einem Denkstein erschien im Jahre 1564 ein Jacob II. Zu bemerken sei, dass kein Geschlecht des Bregenzerwaldes bis zum Jahre 1726 eine solche Anzahl von Landammännern zählte, als das der Feuerstein. Am 12. Jänner 1807 wurde von der königlich bayerischen Regierung diese Landsmannschaft aufgelöst. Keiner der unten angeführten Kaspars waren Landammänner.
Kaspar I. Feuerstein († 24. März 1570), verheiratet mit Elisabeth Rüberin († 12. Dezember 1578), erhielt am 6. (nach anderen 20.) April 1559 zu Augsburg von Kaiser Ferdinand I. einen weiteren Wappenbrief, in welchem es heißt „dass er in dreissig Jahr lang, erstlich in etlich ansehnlichen Feldzügen und sonderlich in der schmalkaldischen Empörung in der Besatzung zu Bregenz, und dann hernach als Landschreiber im Bregenzerwald sich erzeigt hat.“ Tatsächlich weilte der Kaiser vom 1. Jänner bis 21. August 1559 dort.
Ein erbländisch-österreichischer Wappenbrief mit der Gämse wurde nach Angabe des k. k. Adelsarchivs von Erzherzog Ferdinand II. von Tirol am 10. April 1589 zu Innsbruck für Caspar II. Feuerstein ausgestellt.
Kaiser Rudolph II. erteilte am 8. März 1605 in Prag für des obigen Söhne Kaspar III., gleichfalls Landschreiber, verehelicht am 20. Jänner 1605 mit Christina Meusburgerin, und seinen älteren Bruder Jos (Jodok, Jodocus) nebst ihren ehelichen Nachkommen nachstehendes Wappen. Gabriel (* 8. Juni 1607 in Bezau; † 7. April 1652 ebenda), dessen Sohn, wurde im Jahre 1629 als erzherzoglicher Hauptmann Leopolds V. in Tirol bestellt und erschien auf einer Tafel in der Kapelle auf dem Schnepfegg: „Gabriel Feuerstein Ihrer fürstlichen Durchlaucht der Erzherzogin Claudia [Leopolds V. Witwe seit 1632 und Vormünderin ihrer beiden Söhne] bestellter Hauptmann in vier vorarlbergischen Herrschaften“. Er besaß zwei Güter und Sitze zu Bezau und Krumbach, letzteres im vorderen Bregenzerwald gelegen und war seit dem 6. April 1633 mit Anna Greberin († 25. April 1675 in Bezau), vermählt. Deren Kinder waren:
Franz Ignaz, Syndikus zu Feldkirch in Vorarlberg wurde der Adelsstand bestätigt sowie eine Wappenbesserung und Palatinat, am 3. Juli 1669 in Wien gegeben.
Andreas, Urenkel Kaspar IV., wie sein Vater Artillerist, zeichnete sich bei Wien 1683, in der Schlacht bei Zenta, Zweite Schlacht bei Höchstädt, hauptsächlich aber bei der Belagerung Landaus 1704 aus, wo er als Stuckhauptmann dem Erzherzog und nachmaligen Kaiser Joseph I. das Leben rettete, hierbei aber selbst fiel. Er hatte zwei Söhne Anton Ferdinand und Andreas Leopold.
Anton Ferdinand (* 15. Dezember 1691 in Prag; † 26. Januar 1780 in Nadějkau) war kaiserlicher Oberstfeldzeugmeister und Kommandant der gesamten kaiserlichen Feldartillerie. Er soll mit dem Großkreuz des Maria-Theresien-Ordens dekoriert worden sein. Er kaufte am 29. März 1761 Nadějkau mit Starčova Lhota bei Tabor für 80.000 fl. sowie am 31. Jänner 1763 das nahe gelegene Gut Ružena von der Frau Apollonia Scherzer von Kleinmühle, alle in Böhmen. Er blieb unverheiratet und starb im 90. Lebensjahr nach einer Lungenentzündung.
Sein Bruder Andreas Leopold (* 15. November 1697; † 4. März 1774 in Nadějkau), war k. k. Geheimer Rat, kaiserlicher Feldmarschallleutnant der Artillerie (1. April 1759), der sich für die Leitung der Artillerie in der Schlacht bei Kolin und sofort nach dem Gefecht von Kaiserin Maria Theresia am 4. Juli 1757 zum Generalfeldwachtmeister befördert wurde. Gleiches galt für die Belagerung des Sonnensteins im folgenden Jahr. Er pflanzte das Geschlecht fort.
Beide wurden am 19. Januar 1757 zu Wien mit der Bestätigung des von ihren Voreltern geführten Prädikats von Feuersteinsberg, „Wohlgeboren“, und Wappenbesserung in den alten Freiherrenstand erhoben. Zeitgleich erhielten sie das Inkolat im Herrenstande für Böhmen und am 12. März des Jahres in Mähren. Im Diplom heißt es: „Er [Anton Ferdinand] hat durch seine eifrigen Bemühungen das gesammte Feldartilleriecorps zu Unserer höchsten Zufriedenheit auf einen neu verbesserten Fuss gesetzt und eingericht, wesshalb die Kaiserin zur Erhebung zum General-Feldzeugmeister sich bewogen fühlte“.
Anton Franz Freiherr Feuerstein von Feuersteinsberg, Sohn des Andreas, k. k. Oberstwachtmeister der Artillerie, wurde am 7. März 1793 zu Wien in den Grafenstand mit Wappenbesserung erhoben. Aus der Ehe dessen Sohnes Anton Franz mit Johanna Gräfin von Sternberg auf Rudelsdorf (* 14. Juli 1770), stammte Anton Ferdinand (* 28. Juni 1789; † 12. März 1858 in Pressburg), k. k. Oberst der Artillerie. Er vermählte sich am 26. Oktober 1840 mit der bayerischen Ehren-Stiftsdame zu St. Anna in München Maria Elisabetha (* 1. September 1801 in Wien; † 13. Februar 1846 in Kritzendorf), Tochter des gewesenen k. k. Internuntius in Konstantinopel, dann Staatsrates, Ignaz Freiherrn von Stürmer. Der Graf lebte einige Jahre in Kritzendorf bei Klosterneuburg an der Donau als Pächter des so genannten St. Florian-Hofes, eines ehemaligen Eigentums des Chorherrenstifts St. Florian im Lande ob der Enns, welcher zu jener Zeit dem Konvent der Barmherzigen Brüder in der Leopoldstadt zu Wien gehörte. Hier starb die Gräfin mit ihrer Tochter, die beide in der dortigen Familiengruft ruhen.
Mit dem Tod Antons erlosch das gräfliche Geschlecht der Feuerstein von Feuersteinsberg.

## Wappen
- 1605: In goldenem Schilde auf dreihügeligem Berge eine aufrechte Gämse in ihrer natürlichen Farbe, welche in ihren beiden Vorderfüßen ein Feuereisen hält, auf dem Schilde ein Stechhelm, beiderseits mit gelber und schwarzer Helmdecke, und auf demselben ein von solchen Farben gezierter Bausch, über welchem zwischen zweien mit den Saxen einwärts gekehrten gelben Adlerflügeln abermals für sich das Vorderteil einer Gämse erscheint, die wie unten im Schilde ein Feuereisen hält.

- 1793: Quadrierter Schild mit Mittelschild. Mittelschild von Gold und Schwarz der Länge nach geteilt mit einer malteserkreuzförmigen Rosette von gewechselten Tinkturen. Die beiden Seitenblätter dieser Rosette haben die Form des im 1. und 4. Felde vorkommenden Feuerstahls, das obere und untere Blatt aber ist dreizackig. I und 4 in Gold auf grünem Boden eine einwärtsgekehrte Gämse natürlicher Farbe, welche mit beiden Vorderläufen einen schwarzen Feuerstahl hält. 3 und 4 in Silber ein einwärtsgekehrter roter Löwe. Über der Grafenkrone erbeben sich drei gekrönte Helme. Der rechte Helm, vor dem nach außen eine rote Fahne an einem roten Stiele mit goldener Spitze weht, trägt zwischen zwei goldenen Büffelhörnern, aus deren Mündungen drei Flammen kommen, die Gämse des 1. Feldes, ohne den Feuerstahl, wachsend. Auf dem mittleren Helme bricht eine Flamme hervor und auf dem linken wächst zwischen zwei von Gold und Schwarz quergeteilten Adlersflügeln mit gewechselten Tinkturen der rote Löwe des zweiten Feldes empor. Die Decken des rechten Helmes sind schwarz und golden, die des mittleren und linken Helmes rot und silbern.[10]